# Karel II van Hohenzollern-Sigmaringen
Karel II van Hohenzollern-Sigmaringen (Sigmaringen, 22 januari 1547 - aldaar, 8 april 1606) was van 1576 tot aan zijn dood de eerste graaf van Hohenzollern-Sigmaringen. Hij behoorde tot het huis Hohenzollern en stichtte de linie Hohenzollern-Sigmaringen van deze dynastie.

## Levensloop
Karel II was de tweede overlevende zoon van graaf Karel I van Hohenzollern en Anna van Baden, dochter van markgraaf Ernst van Baden-Durlach. 
Hij werd opgeleid in Wenen en Freiburg im Breisgau en studeerde samen met zijn oudere broer Eitel Frederik I rechten. Aansluitend was hij actief bij de Rijkshofraad in Wenen, waarvan zijn vader als de voorzitter fungeerde. Het was daar dat hij bevriend geraakte met aartshertog Ferdinand II van Oostenrijk, een zoon van keizer Ferdinand I. Hij ging in dienst bij de aartshertog, wat hem van Wenen naar Tirol voerde. Op die manier kon Karel goede relaties met het huis Habsburg opbouwen. Om deze reden werd hij in 1570 benoemd tot officier en landvoogd in de Elzas. In 1572 nam hij het regentschap van graaf Jacob van Geroldseck.
Na het overlijden van zijn vader in 1576 kwam het tot een verdeling van het graafschap Hohenzollern tussen Karel II en zijn broers Eitel Frederik I en Christoffel: Eitel Frederik kreeg Hohenzollern-Hechingen, Karel II kreeg Hohenzollern-Sigmaringen en Christoffel kreeg Hohenzollern-Haigerloch. Naast het graafschap Hohenzollern-Sigmaringen kreeg Karel het bezit over de kloosters van Hedingen en Inzigkofen en het graafschap Veringen. Hij moest echter in tegenstelling tot Hohenzollern-Sigmaringen leenlasten betalen aan het Heilige Roomse Rijk. In 1588 oordeelde de Rijkshofraad dat Hohenzollern-Sigmaringen keizerlijk leen was. 
Karel koos de stad Sigmaringen als residentie. Tussen 1576 en 1606 liet het Slot Sigmaringen ombouwen en beval hij de wederopbouw van de slotkerk. In 1589 verwierf hij het Slot Ratzenhofen in Sigmaringendorf en in 1595 kocht hij het oord Krauchenwies. In april 1606 stierf hij op 59-jarige leeftijd.

## Huwelijken en nakomelingen
Karel was tweemaal gehuwd. Op 18 januari 1669 huwde hij met zijn eerste echtgenote Euphrosina (1552-1590), dochter van graaf Frederik V van Oettingen-Wallerstein. Ze kregen vijftien kinderen:
- Ferdinand (1571-1571)
- Anna Maria (1573-1598), huwde in 1589 met graaf Markus Fugger zu Kirchheim
- Maria Magdalena (1574-1582)
- Barbara Maria (1575-1577)
- Maria Jacoba (1577-1650), huwde in 1595 met graaf Hendrik van Waldburg-Wolfegg
- Johan (1578-1638), graaf en vorst van Hohenzollern-Sigmaringen
- Karel (1579-1585)
- Euphrosina (1580-1582)
- Eitel Frederik (1582-1625), kardinaal en bisschop van Osnabrück
- Maria Maximiliana (1583-1649), huwde eerst in 1598 met vrijheer Joachim Ulrich van Neuhaus en daarna in 1605 met vrijheer Adam van Sternberg
- Ernst George (1585-1625), huwde in 1611 met vrijvrouwe Maria Jacoba van Raitenau
- Maria Eleonora (1586-1668), huwde in 1605 met Johann Fugger, graaf van Kirchberg
- Maria Sabina (1587-1590)
- Jacob Frederik (1589-1589)
- Maria (1590-1590)

Op 13 oktober 1591 huwde hij met zijn tweede echtgenote Elisabeth (1567-1620), dochter en erfgename van Floris I van Pallant, graaf van Culemborg, en weduwe van markgraaf Jacob III van Baden-Hachberg. Ze kregen tien kinderen:
- Elisabeth (1592-1659), huwde eerst in 1608 met vorst Johan Christoffel van Hohenzollern-Haigerloch en daarna in 1624 met graaf Karel Lodewijk Ernst van Sulz
- George Frederik (1593-1593)
- Maria Salomea (1595-1595)
- Maria Juliana (1596-1669)
- Filips Eusebius (1597-1601)
- Christiaan (1598-1598)
- Maria Cleopha (1599-1685), huwde eerst in 1618 met graaf Johan Jacob van Bronckhorst en daarna in 1632 met Philippe Charles de Ligne, prins van Arenberg en graaf van Aarschot
- Maria Christiana (1600-1634)
- Maria Catharina (1601-1602)
- Maria Amalia (1603-1603)